# Terrestrial Tones
Terrestrial Tones var en experimentell musikduo bestående av David Portner från Animal Collective och Eric Copeland från Black Dice.

## Diskografi

### Studioalbum
- 2005 – Oboroed/Circus Lives
- 2005 – Blasted
- 2006 – Dead Drunk

### Övrigt
- Remix av låten "Bro's" av Panda Bear.